# ハメンクブウォノ8世

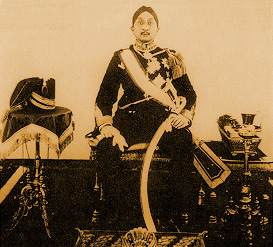
ハメンクブウォノ8世

ハメンクブウォノ8世（Hamengku Buwono VIII、1880年3月3日 - 1939年10月22日）は、ジョクジャカルタの8代目スルターンで、1921年2月8日より1939年10月22日に59歳で病没するまで君臨した。後は子のハメンクブウォノ9世が継いだ。
皇太子（のちのハメンクブウォノ9世）を宗主国オランダの大学に留学させた。また、彼の時代に宮殿の多くの建物が修築された。